# Tom Mikulla
Tom Mikulla est un acteur allemand né le 19 février 1969 à Freital.

## Filmographie
- 1998 : Alerte Cobra : L'ami de la joueuse de tennis (Saison 4 - Le tournoi de tennis)
- 2001-2003 : Medicopter : infirmier Enrico Contini (29 épisodes)
- 2001-2005 : Polizeiruf 110 : Lukas Stelzer (2 épisodes)
- 2003-2008 : Brigade du crime (SOKO Leipzig) : Wolf Künast (8 épisodes)
- 2005- : Die Rosenheim-Cops : commissaire criminel principal (KHK) Christian Lind
- 2019- : Rote Rosen : Cornelius Merz